# Estrada europeia 14
A E14 - Estrada europeia 14 - começa em Trondheim, na Noruega, passa por Stjørdal, Åre e Östersund, e termina em Sundsvall, na Suécia.
Tem 461 km de extensão.

## Itinerário
Trondheim –  Åre – Östersund – Sundsvall